# State of Origin 2012
Navigation
Édition précédente Édition suivante
Le State of Origin 2012 est la trente-et-unième édition du State of Origin qui s'est déroulée du 23 mai 2012 au 4 juillet 2012 avec un match à l'Etihad Stadium (Melbourne), un match à l'ANZ Stadium (Sydney) et un match au Suncorp Stadium (Brisbane). Le Queensland a remporté la série deux victoires à une. Il s'agit de la septième victoire consécutive pour cet état.
Le troisième match décisif, indécis jusque dans ses dernières secondes et remporté finalement grâce à un drop goal à la 75e minute, a réalisé la meilleure audience télévisée de l'histoire du tournoi. La serie 2012 est également la plus regardée de l'histoire .

## Déroulement de l'épreuve

### Première rencontre
| 23 mai 2012 20 h 00 (UTC+10) | Nouvelle-Galles du Sud | 10 – 18 (4 – 12) | Queensland | Etihad Stadium, Melbourne 56 021 spectateurs Arbitre : Ben Cummins, Matt Cecchin |
| 23 mai 2012 20 h 00 (UTC+10) | Essai(s) : Akuila Uate (6e), Michael Jennings (43e) Transformation(s) : Todd Carney (1/2) (44e) Pénalité(s) : Todd Carney (0/1) Carton(s) jaune(s) : Michael Jennings (23e) |                  | Essai(s) : Darius Boyd 2 (27e,40e), Greg Inglis (73e) Transformation(s) : Johnathan Thurston (3/3) (28e, 40e, 74e) | Etihad Stadium, Melbourne 56 021 spectateurs Arbitre : Ben Cummins, Matt Cecchin |
| 23 mai 2012 20 h 00 (UTC+10) | |                  | | Etihad Stadium, Melbourne 56 021 spectateurs Arbitre : Ben Cummins, Matt Cecchin |

NSW : 1 B.Stewart, 2 Hayne, 3 Jennings, 4 J.Morris, 5 Uate, 6 Carney, 7 Pearce, 8 Gallen (c), 9 Farah, 10 Tamou, 11 G.Stewart, 12 Lewis, 13 Bird,  remplaçants: 14 Merrin, 15 Buhrer, 16 Creagh, 17 Williams, entraineur: Ricky Stuart

Qld: 1 Slater, 2 Boyd, 3 Inglis, 4 Hodges, 5 Tate, 6 Thurston , 7 Cronk, 8 M.Scott, 9 Smith (c), 10  Civoniceva, 11 Myles, 12 Thaiday, 13 Harrison,  remplaçants: 14 Gillett, 15 Taylor, 16 Hannant, 17 Shillington, entraineur: Mal Meninga

### Deuxième rencontre
| 13 juin 2012 20 h 00 (UTC+10) | Nouvelle-Galles du Sud | 16 – 12 (4 – 6) | Queensland | ANZ Stadium, Sydney 83 111 spectateurs Arbitre : Tony Archer, Ben Cummins |
| 13 juin 2012 20 h 00 (UTC+10) | Essai(s) : Brett Stewart 2 (26e, 45e), Brett Morris (48e) Transformation(s) : Todd Carney (1/3) (46e) Pénalité(s) : Todd Carney (1/1) (43e) |                 | Essai(s) : Ben Hannant (40e), Greg Inglis (62e) Transformation(s) : Johnathan Thurston (2/2) (40e, 63e) Carton(s) jaune(s) : Cooper Cronk (42e) | ANZ Stadium, Sydney 83 111 spectateurs Arbitre : Tony Archer, Ben Cummins |
| 13 juin 2012 20 h 00 (UTC+10) | |                 | | ANZ Stadium, Sydney 83 111 spectateurs Arbitre : Tony Archer, Ben Cummins |

NSW : 1 B.Stewart, 2 Hayne, 3 Jennings, 4 J.Morris, 5 Uate, 6 Carney, 7 Pearce, 8 Grant, 9 Farah, 10 Tamou, 11 G.Stewart, 12 Bird, 13 Gallen (c),  remplaçants: 14 Merrin, 15 Lewis, 16 Creagh, 17 Watmough, entraineur: Ricky Stuart

Qld: 1 Slater, 2 Boyd, 3 Inglis, 4 Hodges, 5 Tate, 6 Thurston , 7 Cronk, 8 M.Scott, 9 Smith (c), 10  Civoniceva, 11 Myles, 12 Taylor, 13 Harrison,  remplaçants: 14 Gillett, 15 Parker, 16 Hannant, 17 Shillington, entraineur: Mal Meninga

### Troisième rencontre
| 4 juillet 2012 20 h 00 (UTC+10) | Queensland | 21 - 20 (16 - 8) | Nouvelle-Galles du Sud | Suncorp Stadium, Brisbane 52 537 spectateurs Arbitre : Tony Archer, Ben Cummins |
| 4 juillet 2012 20 h 00 (UTC+10) | Essai(s) : Darius Boyd (19e), Johnathan Thurston (32e), Justin Hodges (35e) Transformation(s) : Johnathan Thurston (2/3) (33e, 36e) Pénalité(s) : Johnathan Thurston (2/2) (52e, 64e) Drop(s) : Cooper Cronk (75e) |                  | Essai(s) : Brett Morris (13e), Brett Stewart (47e), Josh Morris (70e) Transformation(s) : Todd Carney (3/3) (14e, 49e, 71e) Pénalité(s) : Todd Carney (1/1) (7e) | Suncorp Stadium, Brisbane 52 537 spectateurs Arbitre : Tony Archer, Ben Cummins |
| 4 juillet 2012 20 h 00 (UTC+10) | |                  | | Suncorp Stadium, Brisbane 52 537 spectateurs Arbitre : Tony Archer, Ben Cummins |

Qld: 1 Inglis, 2 Boyd, 3 Nielsen, 4 Hodges, 5 Tate, 6 Thurston , 7 Cronk, 8 M.Scott, 9 Smith (c), 10  Civoniceva, 11 Myles, 12 Thaiday, 13 Parker,  remplaçants: 14 Gillett, 15 Te'o, 16 Hannant, 17 Shillington, entraineur: Mal Meninga

NSW : 1 B.Stewart, 2 Hayne, 3 Jennings, 4 J.Morris, 5 B.Morris, 6 Carney, 7 Pearce, 8 Grant, 9 Farah, 10 Tamou, 11 B.Scott, 12 Bird, 13 Gallen (c),  remplaçants: 14 Williams, 15 Lewis, 16 Creagh, 17 Watmough, entraineur: Ricky Stuart

## Médias
Les droits télévisuels appartiennent à Channel Nine en Australie, Sky Sports en Nouvelle-Zélande, BeIN Sport en France, Premier Sport au Royaume-Uni, Fox Soccer aux États-Unis, Sportsnet World au Canada.